# Освідчення (шлюб)

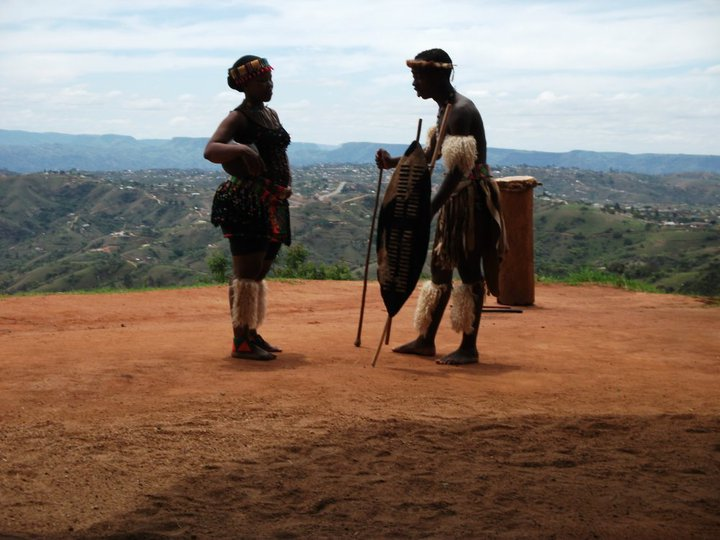
Введення в дію традиційної шлюбної пропозиції зулусів, Долина тисячі пагорбів, Квазулу-Наталь, Південна Африка, 2010

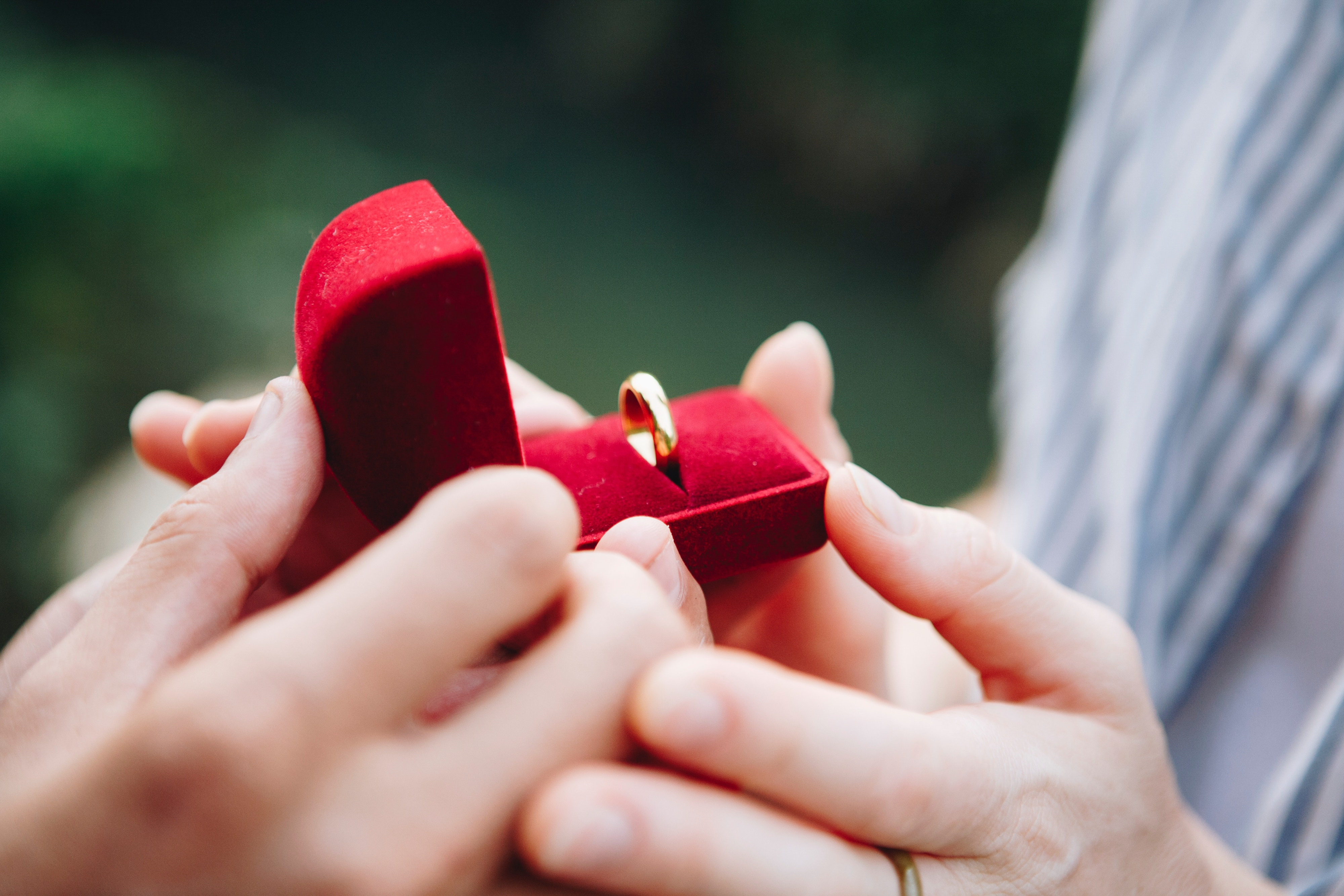
Пропозиція заручального персня є одним з ритуалів освідчення в західній культурі

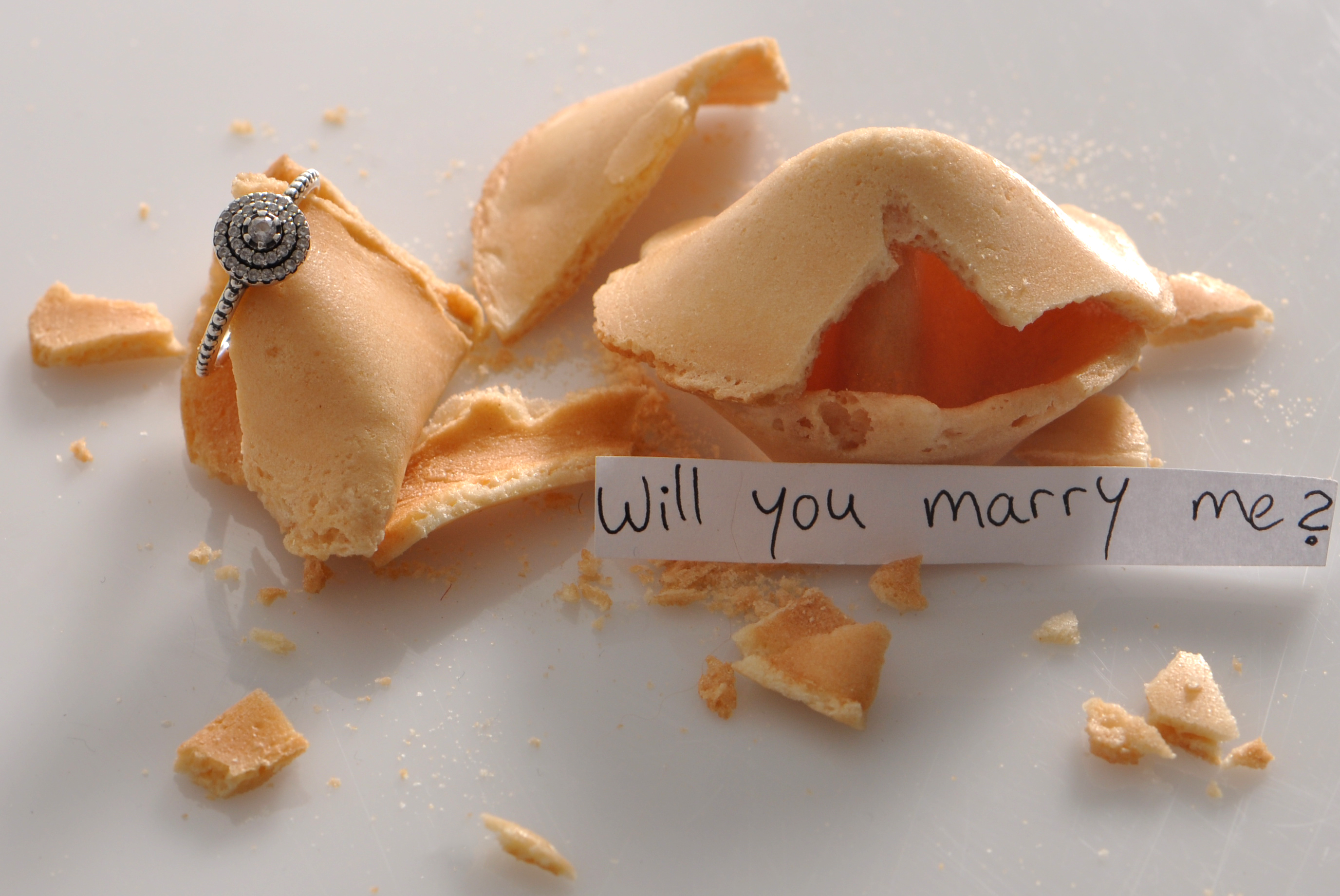
Заручальний перстень та питання про шлюб у печиві

Освідчення (також просити руки, пропозиція руки і серця) — пропозиція однієї людини іншій взяти шлюб після періоду залицяння, тривалість якого в світі значно варіюється. Прийнята пропозиція знаменує початок заручин. Часто супроводжується ритуалам, іноді з врученням заручального персня та формалізованого питання, стоячи на одному коліні: «Ти станеш моєю дружиною\чоловіком?». 
У західній культурі пропозицію традиційно робить чоловік жінці.
У багатьох західних культурах є традиції, коли жінка може освідчитися чоловікові. У Великій Британії та Ірландії жінка може зробити пропозицію своєму партнеру 29 лютого у високосний рік, і він не може відмовити. Королева Вікторія зробила пропозицію принцу Альберту Саксен-Кобург-Готському. Аналогічний звичай існує у Фінляндії, з доповненням, що чоловік, який відхилив таку пропозицію, зобов'язаний в якості компенсації купити жінці тканину в кількості, достатній для пошиття спідниці. Трапляються такі випадки й понині, хоча доволі рідко.
У багатьох культурах збереглася традиція, що наречений, перш ніж просити руки обраниці, мусить просити дозволу у її батька (див. Сватання).
Загальним для багатьох культур в світі є приурочення пропозиції шлюбу до особливих випадків або інших святкових подій.